# Yet Another Duplicate File Remover
Yet Another Duplicate File Remover abrégé par le sigle YADFR est un logiciel libre de recherche des fichiers doublons sur un support de stockage choisi. Il se présente sous forme d'une interface graphique qui affiche principalement une liste des fichiers doublons à supprimer. Pour comparer et trouver les fichiers doublons, le logiciel utilise les algorithmes de hachage MD5 et SHA-1.